# Yamaha SR250
Yamaha SR250 es una motocicleta monocilíndrica fabricada por Yamaha entre 1980 y 2014.

## Historia
En 1980 se inició la producción de la SR250 con el nombre de Exciter en EEUU. En España Yamaha adquiere la marca Sanglas y se comienza a fabricar en sus instalaciones el modelo SR250 en 1983. Rápidamente, se consolidó como líder de ventas durante varios años, alcanzando unas 6,000 unidades anuales en 1990 y 1991. Entre sus principales competidoras en el segmento se encontraban la Honda CB 250 y la Suzuki GN 250.
La SR250 se ofreció en dos versiones de acabado: la "Standard" o "Classic", de estilo "crucero", y la "Special", que incluía un manillar más alto al estilo "chopper", asiento de dos alturas y emblemas distintivos. Su precio de venta en 1983 comienza en 1,800 € y alcanzó los 3,125 € en 2002.
En Europa, la SR250 dejó de venderse en 2002 debido a los cambios en la normativa europea sobre emisiones de dióxido de carbono. En México, donde se siguió fabricando, se comercializó hasta febrero de 2015 por unos 59.000 $ (2.600 €). Así, la longevidad de este exitoso modelo se extendió durante 35 años.
La SR250 estaba basada en la XT250 de enduro con prácticamente el mismo motor. El diseño de la estaba inspirado en el de su hermana mayor, la SR500, un modelo de 500 cc fabricado entre 1978 y 1999, que fue comercializado en Norteamérica, Asia, Oceanía y Europa. La SR500 era, a su vez, una versión de calle de la exitosa XT500, fabricada entre 1976 y 1999.
En Japón, debido a las características del mercado local, la versión de la SR fue lanzada en 400 cc, conocida como SR400. La SR250 también se fabricó en versión de 125 cc, llamada SR125.

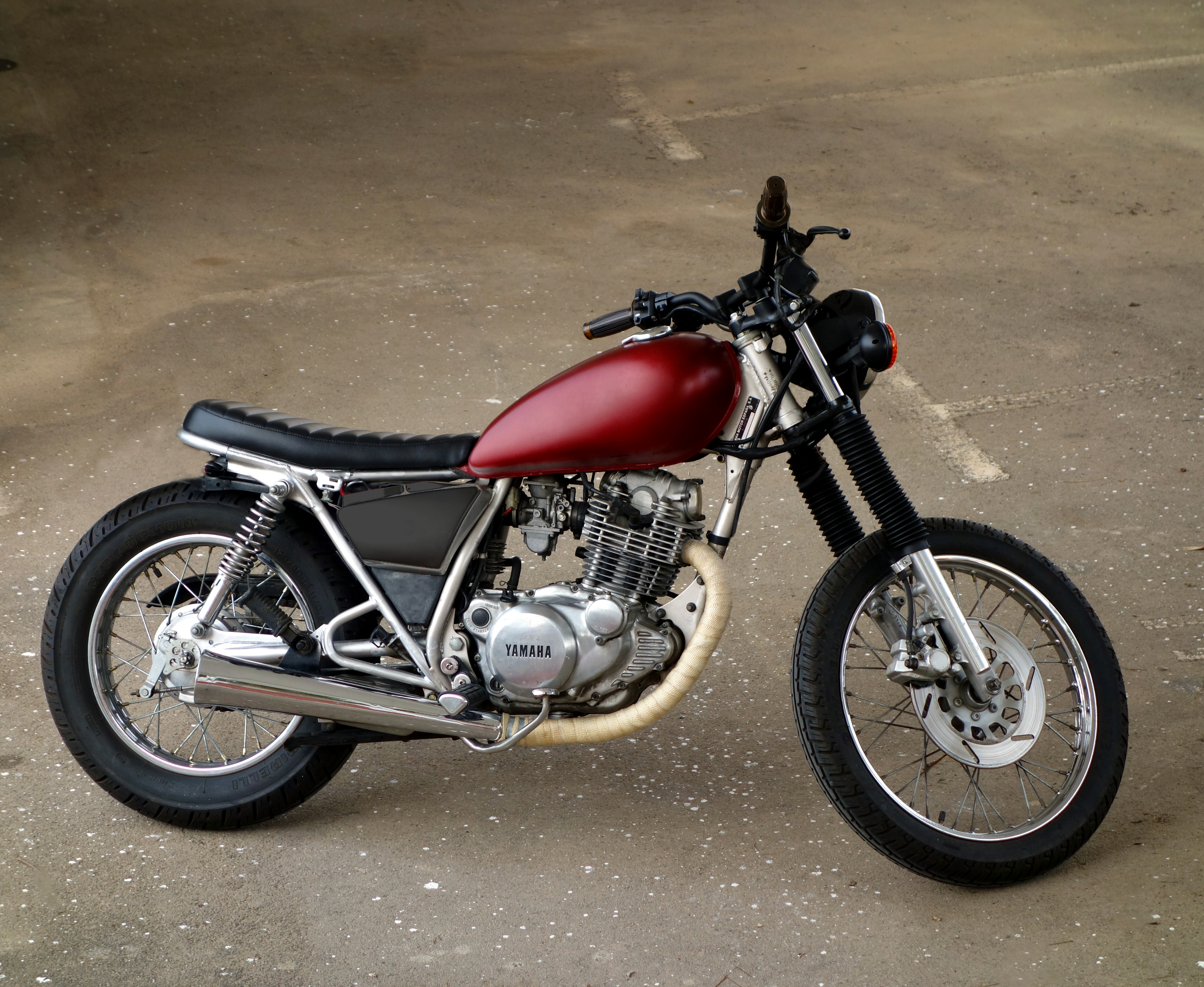
Yamaha SR250 transformada al estilo street tracker

## Características

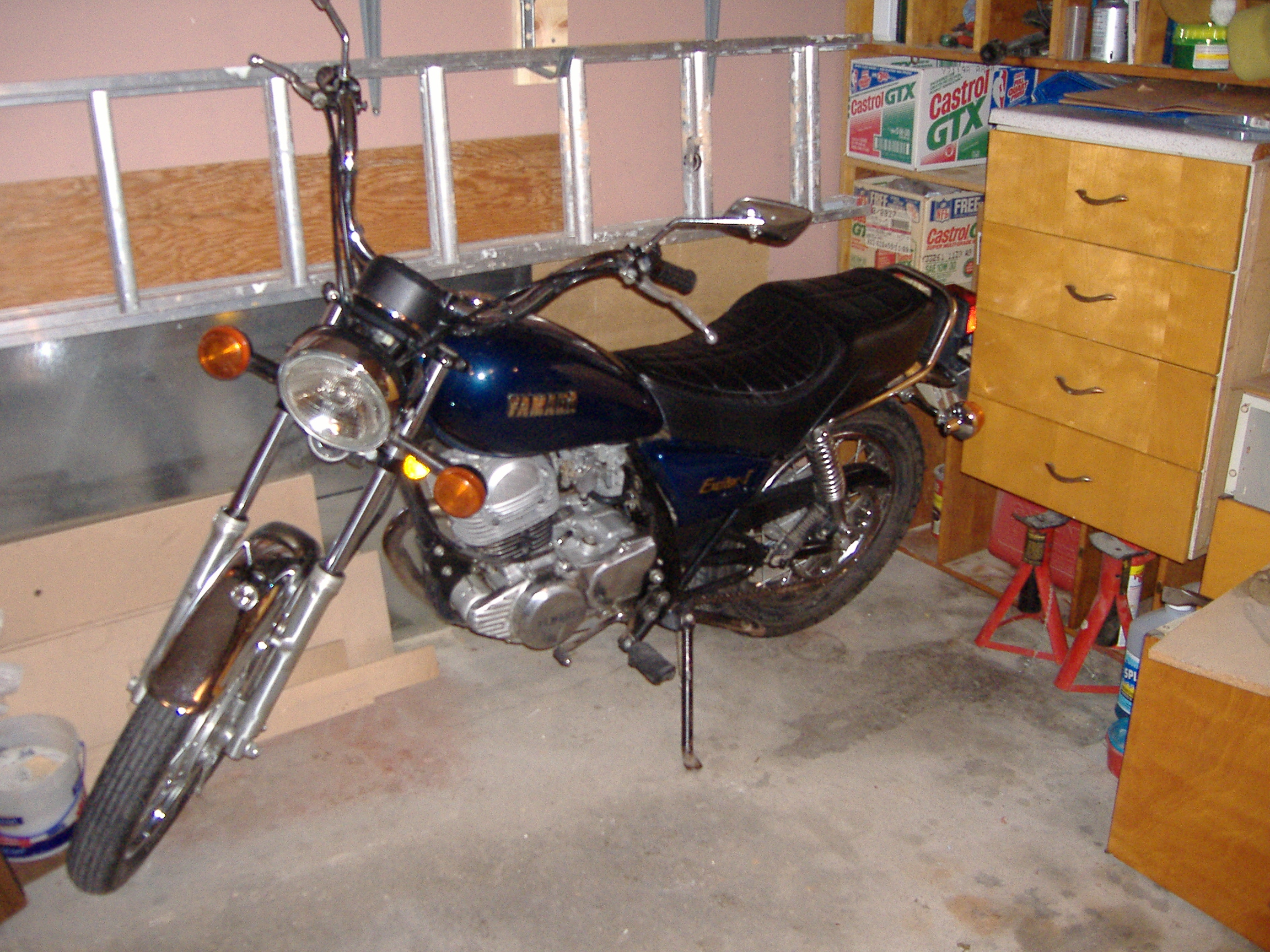
1980 Yamaha SR250.

El motor es de tipo monocilíndrico de 4 tiempos y 2 válvulas con una cilindrada de 239 centímetros cúbicos y un peso de 135 kg. 
Su velocidad máxima es de 125 km/h, y en crucero de unos 100 - 110 km/h. La aceleración de 0 - 100 km/h es de unos 13,9 segundos (3,5 de 0 a 50 km/h). 
La capacidad del depósito de combustible es de 10,8 litros (1,3 l de reserva) y su autonomía puede superar los 280 km. 
El chasis es de tubo de acero, mismo material que su basculante. Monta neumáticos delantero de 3.00/19 (90/90/19”) y trasero de 3.50/18" o 16" (120/90/18" o 16"). Los frenos delanteros son de tambor de doble leva de 220 mm de diámetro y los traseros tambor de simple leva de 130 mm. El freno delantero se fabricó a partir de 1991 de disco de 267 mm. El arranque es por motor eléctrico, aunque existe la posibilidad de acoplar un pedal de arranque.
Sus virtudes son su comodidad, fácil manejo, consumo, fiabilidad de su motor y economía de mantenimiento.
Los cambios de aceite deben hacerse cada 6.000 km con el tipo recomendado SAE 10W40 SE o SF y los filtros cada 12.000 km. 
En el mercado de segunda mano sigue siendo una motocicleta muy popular. Destacan las modificaciones que realizan talleres especializados que las convierten en modelos de inspiración Cafe Racer o Scrambler.

## Imágenes
|  |  |  |  |